# Cynoscion nannus
Cynoscion nannus is een  straalvinnige vissensoort uit de familie van ombervissen (Sciaenidae). De wetenschappelijke naam van de soort is voor het eerst geldig gepubliceerd in 1976 door Castro-Aguirre & Arvizu-Martinez.
De soort staat op de Rode Lijst van de IUCN als niet bedreigd, beoordelingsjaar 2007.